# Татарлар (вилает Одрин)
Татарлар или Татарларе (на турски: Tatarlar) е село в Източна Тракия, Турция, част от Околия Селиолу на вилает Одрин.

## География
Селото се намира североизточно от Одрин, в южното подножие на Странджа.

## История
В XIX век Татарлар е българско село в Османската империя. В 1830 година то има 150 български къщи, в 1878 – 125, а в 1912 – 178 български и 4 турски къщи. Според „Етнография на вилаетите Адрианопол, Монастир и Салоника“, издадена в Константинопол в 1878 година и отразяваща статистиката на населението от 1873 Татарлар (Tatarlar) е село със 125 домакинства и 573 жители българи. В селото има българско училище, в което в края на 90-те години на XIX век преподава Димитър Даков, организирал в Татарлар и революционен комитет на ВМОРО.
До 1912 година жителите на Татарлар обработват както свои земи, така и чифлишки, принадлежащи на мюсюлмански земевладелци. Според статистиката на професор Любомир Милетич в 1912 година в селото живеят 118 български екзархийски семейства или 587 души.
При избухването на Балканската война в 1912 година 4 души от Татарлар са доброволци в Македоно-одринското опълчение.
Българското население на Татарлар се изселва след Междусъюзническата война в 1913 година.

## Антим I, първият Български екзарх
Родени в Татарлар
- Георги Димитров, деец на ВМОРО, четник на Михаил Даев[8]
- Георги Ковачев (1886 – ?), македоно-одрински опълченец, четата на Апостол Дограмаджиев[9]
- Илия Иванов (1886 – ?), македоно-одрински опълченец, Огнестрелен парк на МОО[10]
- Коста Павлов (1880 – ?), участник в Илинденско-Преображенското въстание в Одринско с четата на Кръстьо Българията[11]
- Никола Ив. Ковачев (1882 – ?), македоно-одрински опълченец, четата на Апостол Дограмаджиев, 3 рота на 14 воденска дружина, носител на орден „За храброст“ IV степен[9]
- Никола Татарларец (1865 – ?), участник в Илинденско-Преображенското въстание в Одринско с четата на Кръстьо Българията[11]
- Петър Иванов, български революционер от ВМОРО, четник на Кузо Попдинов[12]
- Стоян Петров Алтънчев, македоно-одрински опълченец, 28-годишен, работник, IV отделение, Огнестрелен парк на МОО[13]